# Puma Swede
Puma Swede (née Johanna Jussinniemi le 13 septembre 1976) est une stripteaseuse et actrice pornographique suédoise. Depuis 2005, elle est apparue dans environ 120 films.
Puma Swede habite la Californie depuis 2004. Son nom de scène est en partie inspiré de la Ford Puma.

## Biographie
Les parents de Swede sont d'origine finlandaise.
Swede travaille d'abord comme représentante aux ventes en informatique en Suède, puis comme mannequin avant d'entamer une carrière dans le domaine du film adulte. Ne tournant tout d'abord des scènes qu'avec d'autres femmes, elle commence sa carrière hardcore en 2005 dans School of Hardcore,.
En 2010, elle tient son premier rôle dans un film grand public dans un caméo de la comédie The 41-Year-Old Virgin Who Knocked Up Sarah Marshall and Felt Superbad About It (en).

## Filmographie sélective
- 2005 : Women Seeking Women 16
- 2006 : Women Seeking Women 22
- 2006 : Lesbian Seductions: Older/Younger 5
- 2007 : Women Seeking Women 32
- 2007 : Pussy Party 20
- 2007 : Girlvana 3
- 2008 : Girls Hunting Girls 17
- 2009 : Lesbian Adventures: Lingerie Dreams
- 2009 : Girls Kissing Girls 2
- 2009 : Girls Kissing Girls 3
- 2010 : No Man's Land MILF Edition 4
- 2011 : Lesbian Spotlight: Puma Swede
- 2012 : Lez Be Friends
- 2013 : Moms Bang Teens 3
- 2014 : Finger Lickin Girlfriends 4: Older Women Teach Younger Girls
- 2015 : My Evil Stepmom Fucked My Ass 2
- 2016 : Tamed By A Lesbian 2
- 2017 : Lesbian Guilty Pleasures 5
- 2018 : Bra Busting Lesbians 6

## Récompenses et nominations
- 2009 :
  - Nomination pour le AVN Award dans la catégorie Web Starlet of the Year,
  - Nomination au XBIZ Award dans la catégorie Web Babe/Starlet of the Year[9].